# Naturschutzgebiet Bremke und Hermessiepen
Das Naturschutzgebiet Bremke und Hermessiepen mit 18 ha Flächengröße liegt zwischen Sorpesee und Sundern im Hochsauerlandkreis. Das Gebiet wurde 2019 mit dem Landschaftsplan Sundern durch den Kreistag des Hochsauerlandkreises als Naturschutzgebiet (NSG) ausgewiesen. Ab 1993 war das Gebiet als Teils vom Landschaftsschutzgebiet Sundern ausgewiesen. Das NSG ist mit Ausnahme des Oberlaufes des zentralen Zuflusses nur von Fichtenwald umgeben der zum Landschaftsschutzgebiet Sundern gehört.

## Beschreibung
Der Landschaftsplan führt zum NSG aus: „Beim NSG handelt es sich um ein naturnahes Gewässersystem der beiden namengebenden Siepen ist mit ihren Zuläufen. Es befinden sich Quellzonen mit einigen Sickerquellen im Gebiet. Die Bachoberläufe sind auf langer Fließstrecke kaum beeinträchtigt. Bachbegleitendet befinden sich quellig-durchsickerten Erlen-Auenwälder mit kleinen Torfmoospolstern. Die Erlen weisen mit ihrer Mehrstämmigkeit Niederwaldnutzungsmerkmale auf. Einige Gewässerauenabschnitte werden durch Fichtenwälder geprägt. Auch im Fichtenwald an den Bächen sind die typischen Quellflur-Fragmente des potentiellen Bach-Erlen-Eschenwaldes vorhanden. In Teilbereichen sind standortgerechte Gehölze wie Erle, Esche, Ahorn im Fichtenwald untergepflanzt worden. Überall im NSG ist auch Fichtennaturverjüngung zu finden.“ An Forstwegequerungen der Auenbereiche werden die Bäche leicht aufgestaut.

## Schutzzweck
Laut Landschaftsplan erfolgte die Ausweisung zum:
- „Schutz, Erhaltung und Entwicklung eines durch naturnahe Quellen und Fließgewässerabschnitte sowie streckenweise naturnahe Bachauenwälder geprägten Siepental-Komplexes und seiner Lebensgemeinschaften durch naturgemäße Waldwirtschaft in einer von Nadelholzforsten dominierten Waldlandschaft;“
- „Entwicklung der naturnahen Laubholzbestände als Vernetzungsbiotop und Refugiallebensraum durch Umwandlung der bachbegleitenden Nadelholzforste in standortgerechten Laubwald;“
- „Entwicklung einer naturnahen Fließgewässerdynamik.“
- „Das NSG dient auch der nachhaltigen Sicherung von besonders schutzwürdigen Lebensräumen nach § 30 BNatschG und von Vorkommen seltener Tier- und Pflanzenarten.“[1]

## Entwicklungsmaßnahmen
Im Landschaftsplan wurde als zusätzliche Entwicklungsmaßnahmen festgeschrieben:
„Vorhandenes und auflaufendes Nadelholz – auch Fichtennaturverjüngung - ist vorrangig auf den Auenstandorten regelmäßig zu entfernen (§ 26 LG); Die die Gewässerdynamik beeinträchtigenden Ausbauten sind zu entfernen (§ 26 LG).“